# Deutsche CB-Funk Organisation
Die Deutsche CB-Funk Organisation, kurz DCBO, war eine Organisation für CB-Funker in Deutschland. Sie hatte ihren Sitz in Mutterstadt in Rheinland-Pfalz. Sie wurde am 13. Februar 2005 in Ludwigshafen am Rhein gegründet und am 31. Dezember 2016 aufgelöst.
Die Organisation nahm für sich in Anspruch, die Interessen deutscher CB-Funker zu vertreten. Sie besaß auf ausdrücklichen Wunsch der Gründungsmitglieder den Status einer Interessengemeinschaft.
Als Ansprechpartner freier nicht organisierter CB-Funker sollte für registrierte DCBO-Mitglieder die Möglichkeit bestehen, Wünsche und Anregungen direkt an die Industrie und die Behörden weiterzuleiten. Die DCBO richtete im Juli 2005 den ersten verbandsunabhängigen Runden Tisch CB-Funk aus.
Die DCBO vertrat durch eine Kooperation mit der India-Fox-Germany das Stimmrecht für Deutschland in der ECBF (European Citizen’s Band Federation). Nach dem Wegfall der CB-Ausstellung auf der Messe Stuttgart hatten interessierte CB-Freunde unter der Initiative der Deutschen CB-Funk Organisation die Messe Rheintal Electronica, die am 25. Oktober 2008 im mittelbadischen Durmersheim stattfand, als kostengünstige und zentral gelegene Alternative ausgebaut. Hierzu wurde die Idee der „CB-Lounge“ ins Leben gerufen, welche jeweils einmal pro Kalenderjahr stattfindet – seit 2011 ohne Beteiligung der DCBO. Bis 2014 veranstaltete die DCBO alljährlich einen AM- und SSB-Contest sowie einmalig einen FM-Contest und in Kooperation mit anderen Veranstaltern ein sog. „Punktefunken“.
Gründungsmitglied und erster Vorsitzender war Thomas Pfannebecker, der  mit Thomas Karten, DCBO-Geschäftsführer und ebenfalls Gründungsmitglied, in der Öffentlichkeit die Deutsche CB-Funk Organisation vertrat. Am 18. Juni 2010 stellte Thomas Karten sein Amt aus gesundheitlichen Gründen zur Verfügung. Klaus-Dieter van Wasen wurde in seiner Abwesenheit zum neuen ordentlichen Geschäftsführer gewählt. In der Zwischenzeit hatten zunächst Dieter Löchter und anschließend Klaus-Dieter van Wasen kommissarisch das Amt ausgeübt. Klaus-Dieter van Wasen beendete auf eigenen Wunsch hin am 4. Mai 2013 seine Tätigkeit als DCBO-Geschäftsführer. Am 4. Mai 2013 wurde Thomas Karten durch die Mitgliederversammlung erneut zum Geschäftsführer gewählt.
Am 28. Februar 2016 gab der Verein online und über E-Mails die Einstellung seiner Tätigkeit zum 31. Dezember 2016 bekannt.